# Петровський Леонід Євгенович
Леонід Євгенович Петровський (нар. 6 січня 1947 у селі Багачівка Звенигородського району Черкаської області) — український прозаїк, член Національної спілки письменників України (з 2015).

## Життєпис
Навчався в Київській школі-інтернаті № 1, служив у Радянській армії.
Закінчив факультет журналістики Київського державного університету імені Тараса Шевченка.
Працював механіком на кіностудії науково-популярних фільмів, монтажником на заводі «Комуніст». В 1970—2012 — у видавництві «Молодь» та поліграфкомбінаті «Україна».
Одружений, має доньку, двох онуків.

## Творчість
Автор книг:
- «Дев'ятнадцята осінь»,
- «Три приїзди в село»,
- «Людина черги»,
- «Інтернат»,
- «Інваліди душі»,
- «Зворотний бік землі»,
- «Гніздо для лелеки»,
- «Цінні папери»,
- «Мелаліт»,
- «Вибрані твори» (2018, т. 1-4).

Автор детективного роману «Цінні папери» (2019), автобіографічної книги «Окрушини долі».